# Михайлюта Олег Ігорович

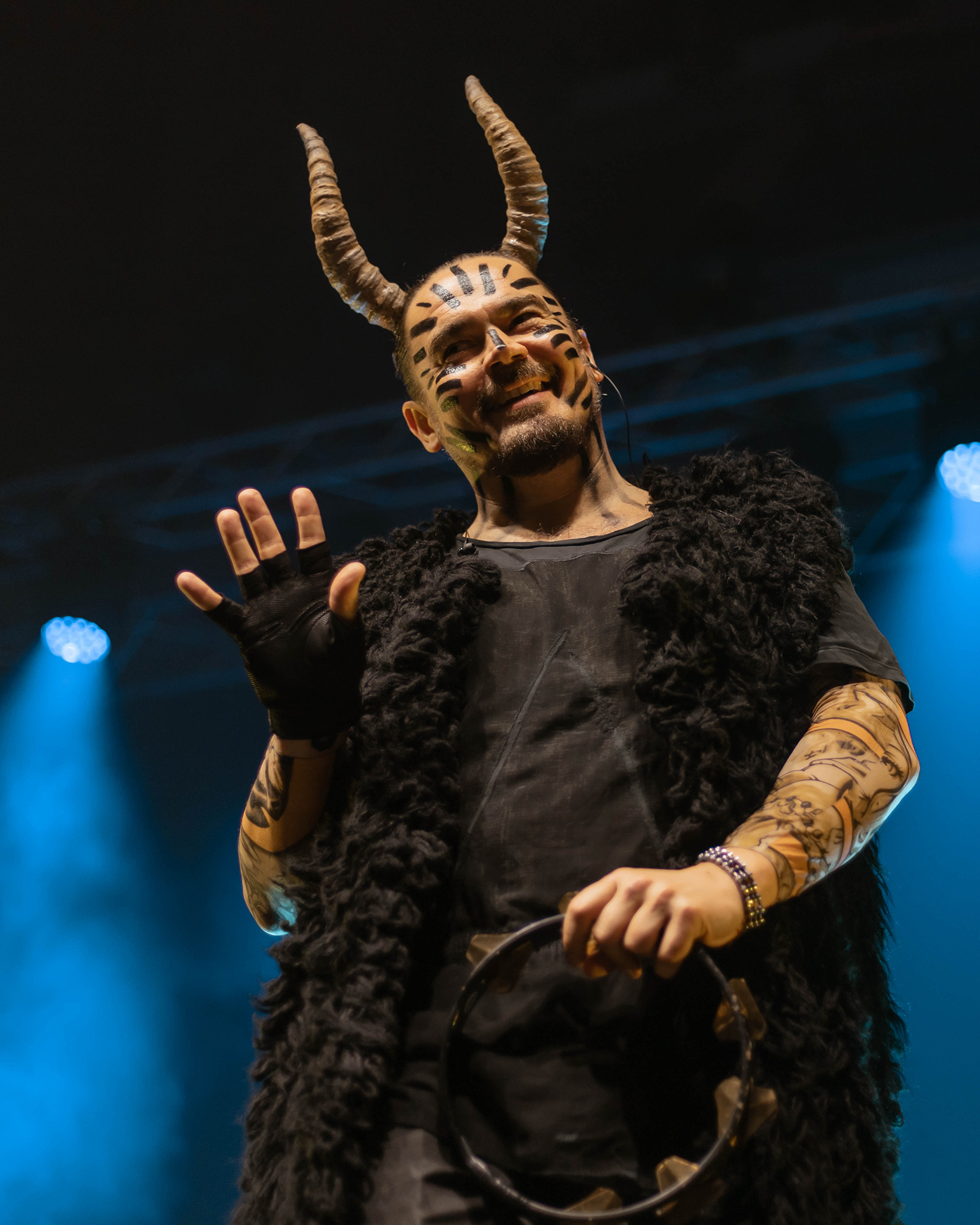
TNMK 2023 Poland

Олег Ігорович Михайлюта, відомий як Фагот (Fahot) (27 березня 1974, Харків) — український співак, разом із Фоззі є вокалістом хіп-хоп-гурту ТНМК.

## Життєпис
Народився 27 березня 1974 року в Харкові. В дитинстві займався музикою. Музична освіта — вища, закінчив Харківську державну консерваторію за класом фагота. У ТНМК («Танок на майдані Конґо») — з листопада 1996 року. До цього грав у гуртах «Казма-Казма», «Альфонс де Монфруа», «S.Y.D.»
Гобі — мандри, фотографія, автомобільні перегони.
28 лютого 2022 року, із початком повномасштабного російського вторгнення в Україну, записався до лав територіальної оборони. На особистій сторінці зазначивши, що «всі, хто можуть тримати зброю, мають це зробити, бо це наша земля і відступати нам нема куди».

## Творчість

### Музика
Один з фронтменів гіп-гоп гурту ТНМК з листопада 1996 року.
- Godemode (2023)

### Кінематограф

#### Як актор дубляжу
Брав участь в озвученні та дублюванні українською таких кінострічок:
| Рік  | Назва стрічки                                         | Роль                  | Актор (в оригіналі)   |
| ---- | ----------------------------------------------------- | --------------------- | --------------------- |
| 2003 | «Пірати Карибського моря: Прокляття «Чорної перлини»» | Капітан Джек Горобець | Джонні Депп           |
| 2006 | «Пірати Карибського Моря 2: Скриня Мерця»             | Капітан Джек Горобець | Джонні Депп           |
| 2007 | «Пірати Карибського Моря 3: На краю світу»            | Капітан Джек Горобець | Джонні Депп           |
| 2011 | «Пірати Карибського моря 4: На дивних берегах»        | Капітан Джек Горобець | Джонні Депп           |
| 2017 | «Пірати Карибського моря 5: Помста Салазара»          | Капітан Джек Горобець | Джонні Депп           |
| 2011 | «Ранго»                                               | Хамелеон Ранго        | Джонні Депп           |
| 2011 | «Ріо»                                                 | Канарка Ніко          | Джеймі Фокс           |
| 2012 | «Пірати! Банда невдах»                                | Пірат-капітан         | Г'ю Грант             |
| 2016 | «Ваяна»                                               | Напівбог Мауї         | Двейн «Скеля» Джонсон |
| 2018 | «Викрадена принцеса: Руслан і Людмила»                | Чарівник Фін          | Олег Михайлюта        |
| 2019 | «Захар Беркут»                                        | Богун                 | Олівер Тревена        |
| 2023 | «Мавка. Лісова пісня»                                 | Дядько Лев            |                       |

#### Як актор
- 2017 — Руський вояка «Сторожова застава» режисер Юрій Ковальов

#### Як учасник телешоу
- У 2009 році взяв участь у шоу «Танцюю для тебе-3». Одна з пар — Фагот та Євгенія Колесниченко — боролася за мрію Романа Геро. (4 місце)
- У 2013 році взяв участь у шоу Вишка, де вилетів у півфіналі.

## Скандали
У січні 2018 року в українському інформпросторі розгорівся скандал після оприлюднення «Відеозвернення відомих українців жителям Донбасу» виданням Радіо Свобода 8 січня 2018 року, в якому зокрема брав участь і Михайлюта. У своєму «зверненні до жителів Донбасу», Михайлюта заявив, що не погоджується з тезою, що «лише українською мовою ми зможемо побудувати [Україну]», звинувативши тих, хто так уважає, в помилковості та в «розкачуванні [розхитуванні] ситуації». Як аргумент своєї правоти Михайлюта заявив, що, за його підрахунками, приблизно половина українських військових в АТО — російськомовні.
Ця теза викликала різку критику в багатьох представників українського суспільства, зокрема в українському сегменті Facebook, де співака розкритикували за переповідання пропагандистської позиції, якою українцям промиває мізки псевдоукраїнське телебачення.

## Нагороди
- Орден «За мужність» III ст. (23 серпня 2022)  —за значні заслуги у зміцненні української державності, мужність і самовідданість, виявлені у захисті суверенітету та територіальної цілісності України, вагомий особистий внесок у розвиток різних сфер суспільного життя, відстоювання національних інтересів нашої держави, сумлінне виконання професійного обов’язку[10].